# Magyar Géza (építész)
Magyar Géza (Rákoscsaba, 1930. december 25. –) kétszeres Ybl Miklós-díjas magyar építész. Több toronyház tervezése fűződik a nevéhez.

## Életpályája
1950 és 1954 között a  Budapesti Műszaki Egyetem Építészmérnöki kar hallgatója volt. 1958 és 1960 között elvégezte a Magyar Építőművészek Szövetsége Mesteriskoláját. 1954  és 1991 között a Lakóterv-nél dolgozott, ahol  vezető építésze, műteremvezető, városi főépítész volt. (Az 1960-as évektől  városrendezési és beépítési tervekkel is foglalkozott.) 1971 és 1981 között a  Magyar Építőművészek Szövetsége Mesteriskola vezető építésze, 1979-től a Budapesti Műszaki Egyetem Építészmérnöki kar címzetes egyetemi docense volt. 1991-ben MAGYARTERV Kft. néven saját céget alapított. 

## Művei
- Az egyik főműve az a salgótarjáni 18 és 21 emeletes két tornyú lakóház, amely az ország legmagasabb lakóépülete.
- 1960 és 1963 között modern tízszintes toronyháza épült fel az Üllői úti lakótelepen. is.
- 1963 és 1969 között számos lakóházat, továbbá Salgótarjánban és Budapesten középületeket is  tervezett.

## Írásai
Számos publikációja jelent meg a Magyar Építőművészetben (pl.: 1963/3-4.; 1965/5.; 1969/3.; 1970/2.; 1976/5.; 1977/1.; 1979/4-5.; 1982/2.; 1991/1.).

## Díjai, elismerései
- Salgótarján város díszpolgára (1970)
- Ybl-díj (1963, 1981);
- Állami díj (1970).

## Forrás
artportal Archiválva 2020. október 31-i dátummal a Wayback Machine-ben